# Platysaurus ocellatus
Platysaurus ocellatus (чіманіманійська пласка ящірка) — вид ящірок родини поясохвостів (Cordylidae). Мешкає в Південній Африці.

## Поширення і екологія
Чіманіманійські пласкі ящірки є ендеміками гір Чіманімані, що лежать на кордоні Зімбабве та Мозамбіку. Вони живуть в тріщинах серед кварцитових скель, оточених луками. Зустрічаються на висоті від 1000 до 2300 м над рівнем моря. Живляться жуками і рослинністю. Відкладають яйця, в кладці 2 яйця.